# Hesperidin
Hesperidin ist ein O–Glycosid bestehend aus dem Aglycon Hesperetin und dem Disaccharid Rutinose. Es gehört zu Untergruppe der Flavanone innerhalb der Stoffgruppe der Flavonoide.

## Geschichte
Hesperidin wurde zuerst 1828 von dem französischen Apotheker Lebreton aus der weißen inneren Schicht der Schale von Zitrusfrüchten (Mesokarp, Albedo) isoliert.

## Vorkommen

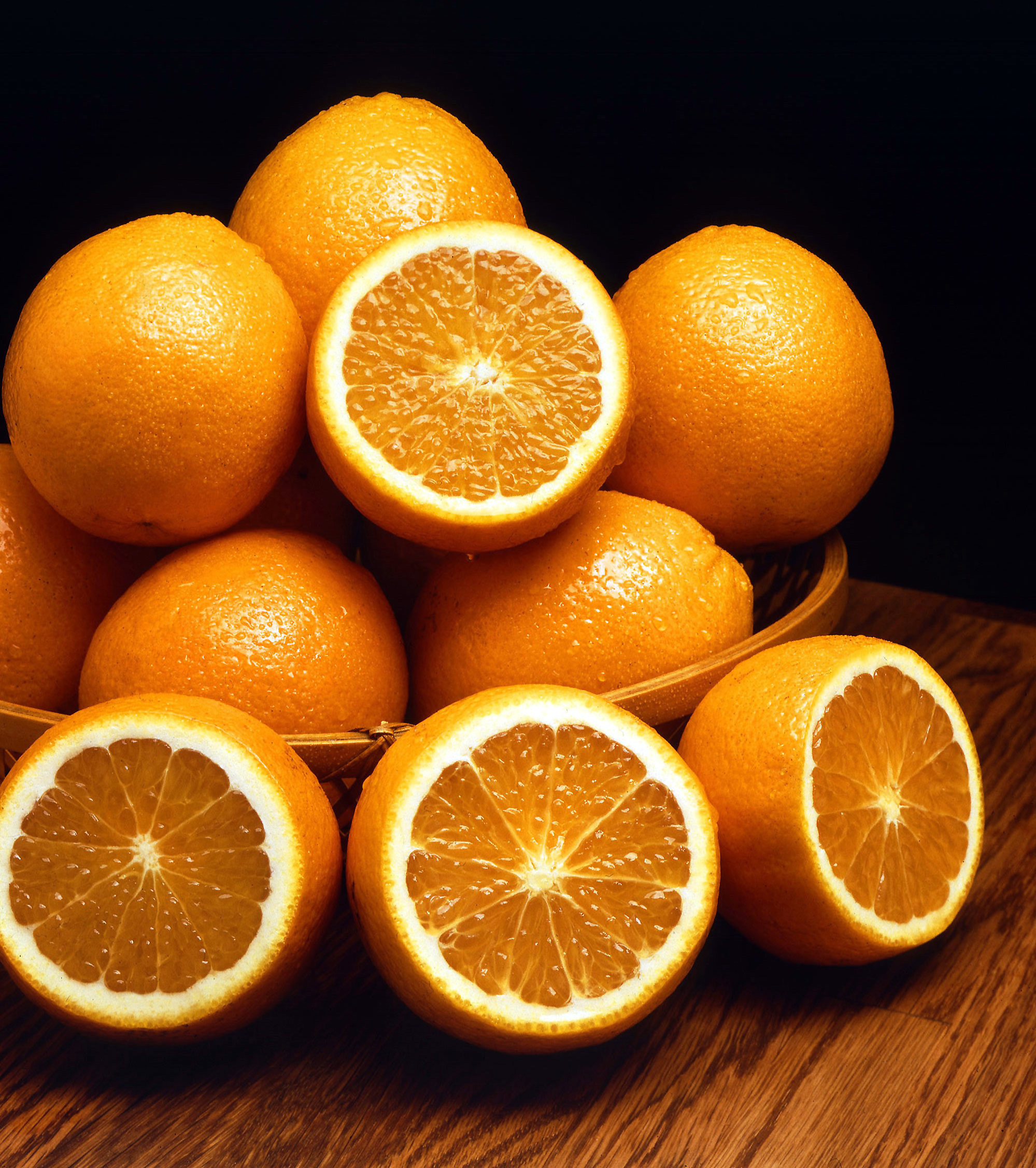
Ganze und aufgeschnittene Orangen

Hesperidin ist das Hauptflavonoid der Schalen von Orangen und Zitronen und kommt dort neben Hesperetin vor. Bei manchen Orangensorten macht es bis zu 4,1 % der Trockenmasse der Schalen aus. Es ist auch in anderen Zitrusfrüchten verbreitet. Es kann aus Orangenschalen extrahiert werden, wobei darauf zu achten ist, dass eine größere Menge der weißen inneren Schicht mit extrahiert wird. Süße Orangen (Citrus sinensis) und Tangelos gelten als die wichtigste Quelle dieses Bioflavonoids in der Ernährung.
Orangensaft mit zerkleinertem Fruchtfleisch („Pulpe“) enthält mehr von diesem Flavonoid als solcher ohne.

## Eigenschaften
Hesperidin ist chiral. Der spezifische Drehwert des natürlichen Hesperidins beträgt −76° (c = 2,0 M in Pyridin bei 20 °C).

## Pharmakologische Wirkung
In der Pflanze schützt der Hesperidingehalt gegen bestimmte Pilzinfektionen.
Hesperidin wird medizinisch in Form eines Kombipräparats mit Diosmin gegen venöse Beinbeschwerden wie Krampfadern eingesetzt und zeigt neben seiner Wirkung als Antioxidans auch eine Erhöhung des Venentonus und der Lymphdrainage, die in placebokontrollierten Studien bei Personen mit chronischer venöser Insuffizienz bewiesen wurde.
Auch bei Hämorrhoiden haben klinische Studien die gute Wirkung von Tabletten mit Diosmin und Hesperidin gezeigt.
Nach Ergebnissen von Tierversuchen besitzt Hesperidin auch entzündungshemmende und schmerzstillende Wirkung und senkt den Cholesterinspiegel und den Triglyceridspiegel im Blut.
Auf Grund dieser Wirkungen wird Hesperidin inzwischen vielfach als Nahrungsergänzungsmittel beworben.